# CTV 사이-파이 채널
CTV 사이-파이 채널(CTV Sci-Fi Channel)는 캐나다의 텔레비전 채널이다.